# EHF Challenge Cup der Frauen 2019/20
Am EHF Challenge Cup 2019/20 nahmen 27 Handball-Vereinsmannschaften teil, die sich in der vorangegangenen Saison in ihren Heimatländern für den Wettbewerb qualifiziert hatten. Die 20. Austragung des Challenge Cups begann am 8. November 2019. Der Titelverteidiger war die spanische Mannschaft Rocasa Gran Canaria ACE. Aufgrund der COVID-19-Pandemie wurde der Wettbewerb im April 2020 abgebrochen.

## Runde 1
Die erste Runde wurde nicht ausgetragen.

## Runde 2
Die zweite Runde wurde nicht ausgetragen.

## Runde 3
Es nahmen 22 Mannschaften an der 3. Runde teil.
Die Auslosung der 3. Runde fand am 16. Juli 2019 in Wien statt.
Die Hin- und Rückspiele fanden an den Wochenenden 8.–10. sowie 16.–17. November 2019 statt.

### Qualifizierte Teams
| - HIB Handball Graz - ŽRK Hadžići DG - ŽRK Krivaja - BNTU-Belaz Minsk Reg. - DHC Sokol Poruba - KH-7 BM. Granollers - Mecalia Atlético Guardés - ŽRK Bjelovar - A.C. Veria 2017 - O.F.N. Ionias - Maccabi Rishon Lezion | - Ariosto Pallamano Ferrara - SSV Brixen Südtirol - ACME-Žalgiris Kaunas - ŽRK Pelister 2012 - ORK Rudar - Alavarium/Love Tiles - CS Madeira - SIR 1º Maio/ADA CJ Barros - RK Zaječar 1949 - DHB Rotweiss Thun - Ankara Yenimahalle BSK |

### Ausgeloste Spiele und Ergebnisse
| Mannschaft 1                      | Mannschaft 2                                 | Hinspiel             | Rückspiel            | Gesamt  |
| --------------------------------- | -------------------------------------------- | -------------------- | -------------------- | ------- |
| RK Zaječar 1949 Bogojević 19      | ŽRK Pelister 2012 Talevska 11                | 08.11.2019 18:00 Uhr | 09.11.2019 17:00 Uhr | 94 : 43 |
| RK Zaječar 1949 Bogojević 19      | ŽRK Pelister 2012 Talevska 11                | 50 : 20 (26 : 07)    | 44 : 23 (25 : 10)    | 94 : 43 |
| RK Zaječar 1949 Bogojević 19      | ŽRK Pelister 2012 Talevska 11                | 400 Zuschauer        | 200 Zuschauer        | 94 : 43 |
| O.F.N. Ionias Vasileiou 9         | SIR 1º Maio/ADA CJ Barros Amado 11           | 09.11.2019 17:00 Uhr | 10.11.2019 17:00 Uhr | 37 : 43 |
| O.F.N. Ionias Vasileiou 9         | SIR 1º Maio/ADA CJ Barros Amado 11           | 19 : 28 (07 : 17)    | 18 : 15 (09 : 10)    | 37 : 43 |
| O.F.N. Ionias Vasileiou 9         | SIR 1º Maio/ADA CJ Barros Amado 11           | 320 Zuschauer        | 300 Zuschauer        | 37 : 43 |
| ORK Rudar Novović 13              | ACME-Žalgiris Kaunas Kniubaitė 20            | 09.11.2019 18:00 Uhr | 16.11.2019 13:00 Uhr | 37 : 50 |
| ORK Rudar Novović 13              | ACME-Žalgiris Kaunas Kniubaitė 20            | 19 : 26 (10 : 13)    | 18 : 24 (08 : 10)    | 37 : 50 |
| ORK Rudar Novović 13              | ACME-Žalgiris Kaunas Kniubaitė 20            | 200 Zuschauer        | 90 Zuschauer         | 37 : 50 |
| ŽRK Hadžići DG Lončar 14          | CS Madeira Aguiar 22                         | 16.11.2019 17:00 Uhr | 17.11.2019 17:00 Uhr | 51 : 65 |
| ŽRK Hadžići DG Lončar 14          | CS Madeira Aguiar 22                         | 23 : 37 (11 : 15)    | 28 : 28 (12 : 13)    | 51 : 65 |
| ŽRK Hadžići DG Lončar 14          | CS Madeira Aguiar 22                         | 400 Zuschauer        | 400 Zuschauer        | 51 : 65 |
| KH-7 BM. Granollers Vegué Pena 19 | BNTU-Belaz Minsk Reg. Arzjuchowitsch 17      | 10.11.2019 19:30 Uhr | 16.11.2019 14:00 Uhr | 67 : 61 |
| KH-7 BM. Granollers Vegué Pena 19 | BNTU-Belaz Minsk Reg. Arzjuchowitsch 17      | 34 : 29 (20 : 11)    | 33 : 32 (17 : 15)    | 67 : 61 |
| KH-7 BM. Granollers Vegué Pena 19 | BNTU-Belaz Minsk Reg. Arzjuchowitsch 17      | 1.500 Zuschauer      | 375 Zuschauer        | 67 : 61 |
| A.C. Veria 2017 Mastaka 15        | HIB Handball Graz Babić, Albek je 14         | 15.11.2019 19:00 Uhr | 16.11.2019 17:00 Uhr | 50 : 53 |
| A.C. Veria 2017 Mastaka 15        | HIB Handball Graz Babić, Albek je 14         | 23 : 27 (11 : 16)    | 27 : 26 (12 : 11)    | 50 : 53 |
| A.C. Veria 2017 Mastaka 15        | HIB Handball Graz Babić, Albek je 14         | 350 Zuschauer        | 450 Zuschauer        | 50 : 53 |
| DHC Sokol Poruba Polášková 17     | Ankara Yenimahalle BSK Akgün Göktepe 16      | 10.11.2019 18:00 Uhr | 17.11.2019 17:00 Uhr | 52 : 51 |
| DHC Sokol Poruba Polášková 17     | Ankara Yenimahalle BSK Akgün Göktepe 16      | 34 : 25 (15 : 12)    | 18 : 26 (10 : 16)    | 52 : 51 |
| DHC Sokol Poruba Polášková 17     | Ankara Yenimahalle BSK Akgün Göktepe 16      | 300 Zuschauer        | 2.000 Zuschauer      | 52 : 51 |
| ŽRK Bjelovar Mamić 14             | Alavarium/Love Tiles Oliveira 13             | 08.11.2019 19:00 Uhr | 09.11.2019 19:00 Uhr | 60 : 51 |
| ŽRK Bjelovar Mamić 14             | Alavarium/Love Tiles Oliveira 13             | 28 : 23 (15 : 13)    | 32 : 28 (14 : 14)    | 60 : 51 |
| ŽRK Bjelovar Mamić 14             | Alavarium/Love Tiles Oliveira 13             | 1.567 Zuschauer      | 1.657 Zuschauer      | 60 : 51 |
| DHB Rotweiss Thun Rotondo 11      | Mecalia Atlético Guardés Marqués Santiago 10 | 10.11.2019 16:00 Uhr | 17.11.2019 19:00 Uhr | 34 : 47 |
| DHB Rotweiss Thun Rotondo 11      | Mecalia Atlético Guardés Marqués Santiago 10 | 17 : 25 (11 : 12)    | 17 : 22 (06 : 14)    | 34 : 47 |
| DHB Rotweiss Thun Rotondo 11      | Mecalia Atlético Guardés Marqués Santiago 10 | 372 Zuschauer        | 422 Zuschauer        | 34 : 47 |
| SSV Brixen Südtirol Babbo 14      | Ariosto Pallamano Ferrara Crosta 9           | 09.11.2019 17:30 Uhr | 16.11.2019 17:30 Uhr | 57 : 40 |
| SSV Brixen Südtirol Babbo 14      | Ariosto Pallamano Ferrara Crosta 9           | 31 : 18 (16 : 07)    | 26 : 22 (14 : 12)    | 57 : 40 |
| SSV Brixen Südtirol Babbo 14      | Ariosto Pallamano Ferrara Crosta 9           | 400 Zuschauer        | 250 Zuschauer        | 57 : 40 |
| ŽRK Krivaja Bašić 14              | Maccabi Rishon Lezion Dunay 17               | 15.11.2019 19:00 Uhr | 16.11.2019 19:00 Uhr | 47 : 52 |
| ŽRK Krivaja Bašić 14              | Maccabi Rishon Lezion Dunay 17               | 25 : 21 (15 : 10)    | 22 : 31 (08 : 18)    | 47 : 52 |
| ŽRK Krivaja Bašić 14              | Maccabi Rishon Lezion Dunay 17               | 700 Zuschauer        | 900 Zuschauer        | 47 : 52 |

## Achtelfinale
Es nahmen 14 Mannschaften am Achtelfinale teil.
Die Auslosung der Achtelfinalspiele fand am 21. November 2019 in Wien statt.
Die Hin- und Rückspiele fanden an den Wochenenden 1.–2. sowie 8.–9. Februar 2020 statt.

### Qualifizierte Teams
| - HIB Handball Graz - DHC Sokol Poruba - KH-7 BM. Granollers - Mecalia Atlético Guardés - RK Lokomotiva Zagreb - ŽRK Bjelovar - Maccabi Rishon Lezion | - SSV Brixen Südtirol - ACME-Žalgiris Kaunas - JuRo Unirek VZV - CS Madeira - SIR 1º Maio/ADA CJ Barros - RK Zaječar 1949 - ŽRK Naisa Niš |

### Ausgeloste Spiele und Ergebnisse
| Mannschaft 1                           | Mannschaft 2                           | Hinspiel             | Rückspiel            | Gesamt  |
| -------------------------------------- | -------------------------------------- | -------------------- | -------------------- | ------- |
| SIR 1º Maio/ADA CJ Barros Fernandes 10 | RK Lokomotiva Zagreb S. Posavec 14     | 01.02.2020 18:00 Uhr | 02.02.2020 18:00 Uhr | 37 : 60 |
| SIR 1º Maio/ADA CJ Barros Fernandes 10 | RK Lokomotiva Zagreb S. Posavec 14     | 21 : 33 (08 : 13)    | 16 : 27 (05 : 09)    | 37 : 60 |
| SIR 1º Maio/ADA CJ Barros Fernandes 10 | RK Lokomotiva Zagreb S. Posavec 14     | 1.000 Zuschauer      | 300 Zuschauer        | 37 : 60 |
| CS Madeira Andrade Gouveia 15          | RK Zaječar 1949 Belić, Milošević je 11 | 01.02.2020 17:00 Uhr | 02.02.2020 17:00 Uhr | 62 : 33 |
| CS Madeira Andrade Gouveia 15          | RK Zaječar 1949 Belić, Milošević je 11 | 37 : 19 (18 : 10)    | 25 : 14 (14 : 07)    | 62 : 33 |
| CS Madeira Andrade Gouveia 15          | RK Zaječar 1949 Belić, Milošević je 11 | 600 Zuschauer        | 400 Zuschauer        | 62 : 33 |
| Mecalia Atlético Guardés Campos 12     | ACME-Žalgiris Kaunas Kniubaitė 21      | 01.02.2020 19:00 Uhr | 02.02.2020 19:00 Uhr | 64 : 57 |
| Mecalia Atlético Guardés Campos 12     | ACME-Žalgiris Kaunas Kniubaitė 21      | 30 : 23 (14 : 13)    | 34 : 34 (16 : 15)    | 64 : 57 |
| Mecalia Atlético Guardés Campos 12     | ACME-Žalgiris Kaunas Kniubaitė 21      | 400 Zuschauer        | 400 Zuschauer        | 64 : 57 |
| DHC Sokol Poruba Polášková 14          | KH-7 BM. Granollers Vegué 14           | 01.02.2020 18:00 Uhr | 09.02.2020 12:30 Uhr | 42 : 72 |
| DHC Sokol Poruba Polášková 14          | KH-7 BM. Granollers Vegué 14           | 19 : 32 (14 : 17)    | 23 : 40 (10 : 16)    | 42 : 72 |
| DHC Sokol Poruba Polášková 14          | KH-7 BM. Granollers Vegué 14           | 550 Zuschauer        | 1.200 Zuschauer      | 42 : 72 |
| HIB Handball Graz Albek 18             | ŽRK Naisa Niš Filipović 12             | 01.02.2020 18:30 Uhr | 08.02.2020 18:30 Uhr | 38 : 60 |
| HIB Handball Graz Albek 18             | ŽRK Naisa Niš Filipović 12             | 14 : 30 (07 : 17)    | 24 : 30 (12 : 14)    | 38 : 60 |
| HIB Handball Graz Albek 18             | ŽRK Naisa Niš Filipović 12             | 121 Zuschauer        | 300 Zuschauer        | 38 : 60 |
| JuRo Unirek VZV Jimmink 12             | SSV Brixen Südtirol Tasić 9            | 01.02.2020 20:00 Uhr | 08.02.2020 19:00 Uhr | 55 : 44 |
| JuRo Unirek VZV Jimmink 12             | SSV Brixen Südtirol Tasić 9            | 29 : 24 (15 : 14)    | 26 : 20 (09 : 07)    | 55 : 44 |
| JuRo Unirek VZV Jimmink 12             | SSV Brixen Südtirol Tasić 9            | 750 Zuschauer        | 1.000 Zuschauer      | 55 : 44 |
| ŽRK Bjelovar Mamić 20                  | Maccabi Rishon Lezion Bertaut 11       | 31.01.2020 17:00 Uhr | 01.02.2020 17:00 Uhr | 56 : 46 |
| ŽRK Bjelovar Mamić 20                  | Maccabi Rishon Lezion Bertaut 11       | 23 : 25 (12 : 12)    | 33 : 21 (19 : 09)    | 56 : 46 |
| ŽRK Bjelovar Mamić 20                  | Maccabi Rishon Lezion Bertaut 11       | 250 Zuschauer        | 200 Zuschauer        | 56 : 46 |

## Viertelfinale
Im Viertelfinale nehmen die Gewinner der Achtelfinalpartien teil. Die Auslosung fand am 11. Februar 2020 in Wien statt.

### Qualifizierte Teams
| - Aula Alimentos de Valladolid - KH-7 BM. Granollers - Mecalia Atlético Guardés - ŽRK Bjelovar | - RK Lokomotiva Zagreb - JuRo Unirek VZV - CS Madeira - ŽRK Naisa Niš |

| Mannschaft 1                            | Mannschaft 2                         | Hinspiel             | Rückspiel            | Gesamt  |
| --------------------------------------- | ------------------------------------ | -------------------- | -------------------- | ------- |
| Aula Alimentos de Valladolid Álvarez 11 | Mecalia Atlético Guardés Campos 12   | 01.03.2020 12:00 Uhr | 08.03.2020 19:00 Uhr | 49 : 45 |
| Aula Alimentos de Valladolid Álvarez 11 | Mecalia Atlético Guardés Campos 12   | 26 : 22 (11 : 10)    | 23 : 23 (08 : 10)    | 49 : 45 |
| Aula Alimentos de Valladolid Álvarez 11 | Mecalia Atlético Guardés Campos 12   | 1.600 Zuschauer      | 550 Zuschauer        | 49 : 45 |
| CS Madeira Leça, Freitas je 9           | ŽRK Naisa Niš Terzić, Milojević je 8 | 07.03.2020 17:00 Uhr | 08.03.2020 17:00 Uhr | 40 : 60 |
| CS Madeira Leça, Freitas je 9           | ŽRK Naisa Niš Terzić, Milojević je 8 | 19 : 33 (07 : 14)    | 21 : 27 (13 : 14)    | 40 : 60 |
| CS Madeira Leça, Freitas je 9           | ŽRK Naisa Niš Terzić, Milojević je 8 | 500 Zuschauer        | 400 Zuschauer        | 40 : 60 |
| JuRo Unirek VZV Trabelsi 13             | KH-7 BM. Granollers Vegué 16         | 29.02.2020 20:00 Uhr | 08.03.2020 12:30 Uhr | 56 : 61 |
| JuRo Unirek VZV Trabelsi 13             | KH-7 BM. Granollers Vegué 16         | 26 : 25 (12 : 16)    | 30 : 36 (14 : 18)    | 56 : 61 |
| JuRo Unirek VZV Trabelsi 13             | KH-7 BM. Granollers Vegué 16         | 750 Zuschauer        | 2.500 Zuschauer      | 56 : 61 |
| RK Lokomotiva Zagreb S. Posavec 14      | ŽRK Bjelovar Borković 13             | 29.02.2020 18:30 Uhr | 07.03.2020 19:00 Uhr | 58 : 44 |
| RK Lokomotiva Zagreb S. Posavec 14      | ŽRK Bjelovar Borković 13             | 30 : 23 (17 : 12)    | 28 : 21 (15 : 09)    | 58 : 44 |
| RK Lokomotiva Zagreb S. Posavec 14      | ŽRK Bjelovar Borković 13             | 1.000 Zuschauer      | 1.000 Zuschauer      | 58 : 44 |

## Halbfinale
Die Halbfinalspiele wurden ebenfalls am 11. Februar 2020 ausgelost. Die Spiele sollten an den Wochenenden 4./5. April und 11./12. April 2020 ausgetragen werden.
| Mannschaft 1                 | Mannschaft 2        | Hinspiel             | Rückspiel            | Gesamt |
| ---------------------------- | ------------------- | -------------------- | -------------------- | ------ |
| RK Lokomotiva Zagreb         | ŽRK Naisa Niš       | --.--.---- --:-- Uhr | --.--.---- --:-- Uhr | - : -  |
| RK Lokomotiva Zagreb         | ŽRK Naisa Niš       | - : - (- : -)        | - : - (- : -)        | - : -  |
| RK Lokomotiva Zagreb         | ŽRK Naisa Niš       | - Zuschauer          | - Zuschauer          | - : -  |
| Aula Alimentos de Valladolid | KH-7 BM. Granollers | --.--.---- --:-- Uhr | --.--.---- --:-- Uhr | - : -  |
| Aula Alimentos de Valladolid | KH-7 BM. Granollers | - : - (- : -)        | - : - (- : -)        | - : -  |
| Aula Alimentos de Valladolid | KH-7 BM. Granollers | - Zuschauer          | - Zuschauer          | - : -  |